# 犀牛
犀牛是犀科（学名：Rhinocerotidae）动物的總稱，属哺乳纲奇蹄目，為植食性動物，主要分佈於非洲和東南亞。是最大的奇蹄目动物，也是体型仅次于大象的大型陆地动物。所有的犀牛基本上都是腿短和身体粗壮。体肥壯碩，体长2.2～4.5公尺，肩高1.2～2公尺；体重2800～3000公斤，皮厚粗糙，并于肩腰等处成褶皱排列；毛被稀少而硬，甚至大部无毛；耳呈卵圆形，头大而长，颈短粗，长唇延长伸出；头部有实心的独角或双角（有的雌性无角），起源于真皮，角脱落仍能复生；无犬齿；尾细短，身体呈黄褐、褐、黑或灰色。
現存的4属5种的犀牛除白犀牛外，都瀕臨絕種，其中以爪哇犀牛的數目最少，約50頭左右；而黑犀牛也只有约1萬到3萬頭。這些居住於亞洲與非洲的犀牛面臨原生棲地破壞，東亞的犀牛角買家與歐美狩獵觀光者的威脅。

## 起源
犀牛在地质时代中的第三纪时已在全球广泛地分布。

### 第三纪

#### 始新世（距今5500-3600万年前）
至今为止所发现的最古老的犀牛化石是在始新世早期的地层中挖掘出来的貘犀，此种犀牛的祖先与现代貘类的大小差不多，犀牛祖先之一种森林犀牛在欧洲曾广泛存在过，个体很小而且善于奔跑。

#### 渐新世（约距今3600万-2500万年前）
现代在亚洲的苏门达腊犀牛之祖先在渐新世出现。

另外在渐新世出现了有史以来最大陆生哺乳动物——巨犀，它体格健壮和高大，体长约8米，身高5米。不过虽然巨犀和犀牛同属奇蹄目，但并不属于犀牛科。

#### 中新世（距今2500万～1200万年前）
中新世的后期，出现了独角犀牛的祖先。目前，独角犀牛仅存爪哇犀牛和印度犀牛，均分布在亚洲。在中新世以后出现的犀牛体型与现代犀牛相接近。其中有下唇比上唇略大些的大唇犀，下颌有两颗大牙向前伸出，生活在沼泽地带，以水中的植物为食。

#### 上新世（530萬～259萬年前）
上新世后期（约300万年前），双角犀牛出现。而现今的双角犀牛有苏门达腊犀牛、白犀牛和黑犀牛。

### 第四纪（259萬年前～今天）
第四纪时期人类已经出现，早期的犀牛以板齿犀、披毛犀为代表。
板齿犀个体巨大，5米长，身披厚甲，在额部生有大角，约2米长，牙齿的齿冠高，呈方柱状，草地上生活，更新世时期在中国华北的及欧洲等地曾有板齿犀生活。

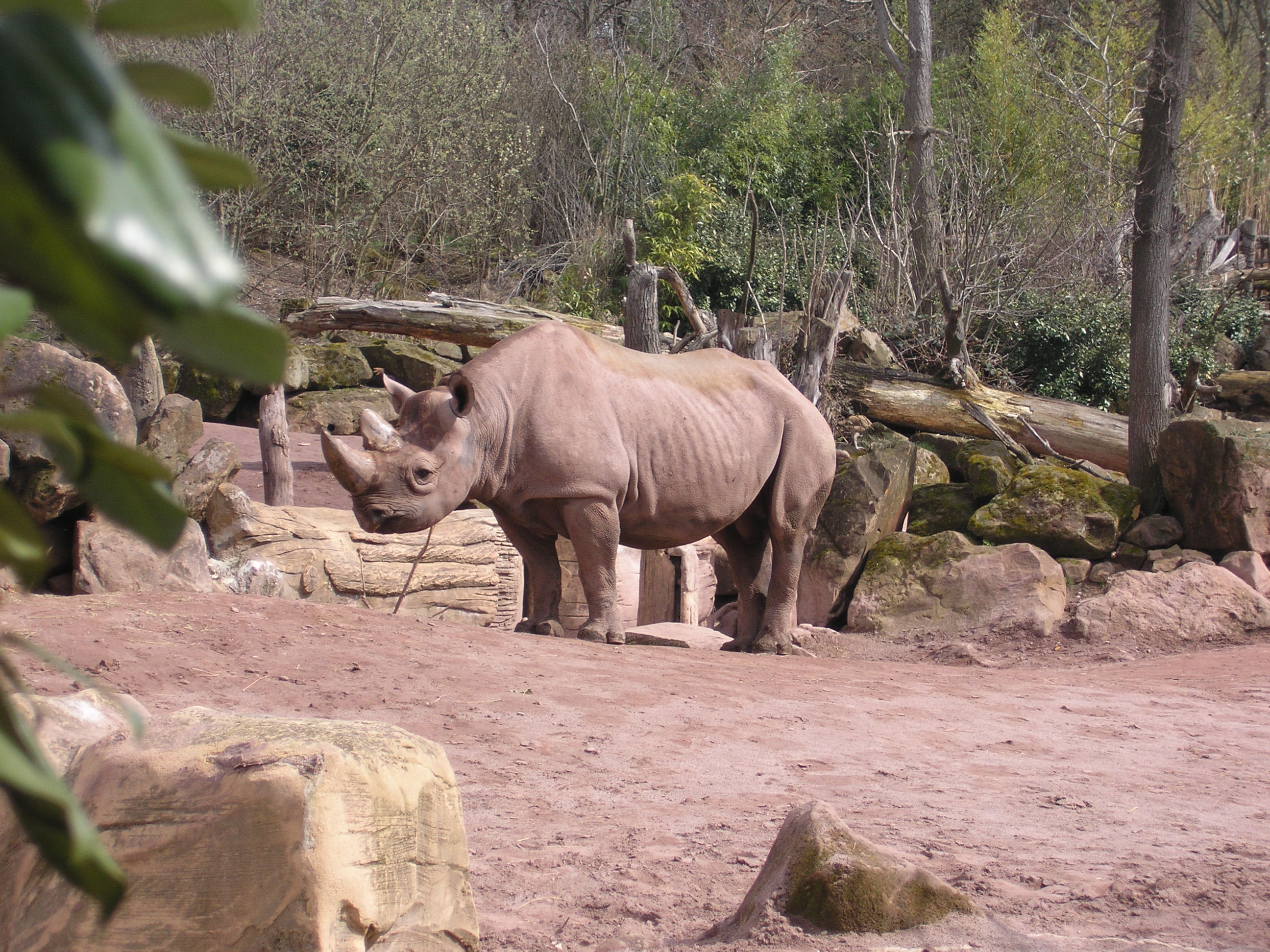
汉诺威动物园内的犀牛

披毛犀和猛犸象外形相似，巨大的身体及长着粗毛的厚皮可以抵御寒冷，长鼻上有一对巨角，前面一支最长可达1米，生活在寒冷地带。这两种犀类先后在不同的时期都已经灭绝了。
根據劉山林等人研究，現存與晚更新世犀牛物種（挾鼻犀（Stephanorhinus hemitoechus）除外）之間根據基因組所建立的分支圖如下所示：
|  | 黑犀 Diceros bicornis    |
|  |                          |
|  | 白犀 Ceratotherium simum |
|  |                          |

|  | 印度犀 Rhinoceros unicornis |
|  |                             |
|  | 爪哇犀 Rhinoceros sondaicus |
|  |                             |

|  | 蘇門答臘犀 Dicerorhinus sumatrensis                                                                                 |
|  | |
|  | \| \| †披毛犀 Coelodonta antiquitatis \| \| \| \| \| \| †莫克犀 Stephanorhinus kirchbergensis \| \| \| \| |
|  | |
|  | †披毛犀 Coelodonta antiquitatis                                                                                     |
|  | |
|  | †莫克犀 Stephanorhinus kirchbergensis                                                                               |
|  | |

|  | †披毛犀 Coelodonta antiquitatis       |
|  |                                       |
|  | †莫克犀 Stephanorhinus kirchbergensis |
|  |                                       |

|  | 印度犀 Rhinoceros unicornis |
|  |                             |
|  | 爪哇犀 Rhinoceros sondaicus |
|  |                             |

|  | 蘇門答臘犀 Dicerorhinus sumatrensis                                                                                 |
|  | |
|  | \| \| †披毛犀 Coelodonta antiquitatis \| \| \| \| \| \| †莫克犀 Stephanorhinus kirchbergensis \| \| \| \| |
|  | |
|  | †披毛犀 Coelodonta antiquitatis                                                                                     |
|  | |
|  | †莫克犀 Stephanorhinus kirchbergensis                                                                               |
|  | |

|  | †披毛犀 Coelodonta antiquitatis       |
|  |                                       |
|  | †莫克犀 Stephanorhinus kirchbergensis |
|  |                                       |

|  | 黑犀 Diceros bicornis    |
|  |                          |
|  | 白犀 Ceratotherium simum |
|  |                          |

|  | 印度犀 Rhinoceros unicornis |
|  |                             |
|  | 爪哇犀 Rhinoceros sondaicus |
|  |                             |

|  | 蘇門答臘犀 Dicerorhinus sumatrensis                                                                                 |
|  | |
|  | \| \| †披毛犀 Coelodonta antiquitatis \| \| \| \| \| \| †莫克犀 Stephanorhinus kirchbergensis \| \| \| \| |
|  | |
|  | †披毛犀 Coelodonta antiquitatis                                                                                     |
|  | |
|  | †莫克犀 Stephanorhinus kirchbergensis                                                                               |
|  | |

|  | †披毛犀 Coelodonta antiquitatis       |
|  |                                       |
|  | †莫克犀 Stephanorhinus kirchbergensis |
|  |                                       |

|  | 印度犀 Rhinoceros unicornis |
|  |                             |
|  | 爪哇犀 Rhinoceros sondaicus |
|  |                             |

|  | 蘇門答臘犀 Dicerorhinus sumatrensis                                                                                 |
|  | |
|  | \| \| †披毛犀 Coelodonta antiquitatis \| \| \| \| \| \| †莫克犀 Stephanorhinus kirchbergensis \| \| \| \| |
|  | |
|  | †披毛犀 Coelodonta antiquitatis                                                                                     |
|  | |
|  | †莫克犀 Stephanorhinus kirchbergensis                                                                               |
|  | |

|  | †披毛犀 Coelodonta antiquitatis       |
|  |                                       |
|  | †莫克犀 Stephanorhinus kirchbergensis |
|  |                                       |

|  | 黑犀 Diceros bicornis    |
|  |                          |
|  | 白犀 Ceratotherium simum |
|  |                          |

|  | 印度犀 Rhinoceros unicornis |
|  |                             |
|  | 爪哇犀 Rhinoceros sondaicus |
|  |                             |

|  | 蘇門答臘犀 Dicerorhinus sumatrensis                                                                                 |
|  | |
|  | \| \| †披毛犀 Coelodonta antiquitatis \| \| \| \| \| \| †莫克犀 Stephanorhinus kirchbergensis \| \| \| \| |
|  | |
|  | †披毛犀 Coelodonta antiquitatis                                                                                     |
|  | |
|  | †莫克犀 Stephanorhinus kirchbergensis                                                                               |
|  | |

|  | †披毛犀 Coelodonta antiquitatis       |
|  |                                       |
|  | †莫克犀 Stephanorhinus kirchbergensis |
|  |                                       |

|  | 印度犀 Rhinoceros unicornis |
|  |                             |
|  | 爪哇犀 Rhinoceros sondaicus |
|  |                             |

|  | 蘇門答臘犀 Dicerorhinus sumatrensis                                                                                 |
|  | |
|  | \| \| †披毛犀 Coelodonta antiquitatis \| \| \| \| \| \| †莫克犀 Stephanorhinus kirchbergensis \| \| \| \| |
|  | |
|  | †披毛犀 Coelodonta antiquitatis                                                                                     |
|  | |
|  | †莫克犀 Stephanorhinus kirchbergensis                                                                               |
|  | |

|  | †披毛犀 Coelodonta antiquitatis       |
|  |                                       |
|  | †莫克犀 Stephanorhinus kirchbergensis |
|  |                                       |

|  | 黑犀 Diceros bicornis    |
|  |                          |
|  | 白犀 Ceratotherium simum |
|  |                          |

|  | 印度犀 Rhinoceros unicornis |
|  |                             |
|  | 爪哇犀 Rhinoceros sondaicus |
|  |                             |

|  | 蘇門答臘犀 Dicerorhinus sumatrensis                                                                                 |
|  | |
|  | \| \| †披毛犀 Coelodonta antiquitatis \| \| \| \| \| \| †莫克犀 Stephanorhinus kirchbergensis \| \| \| \| |
|  | |
|  | †披毛犀 Coelodonta antiquitatis                                                                                     |
|  | |
|  | †莫克犀 Stephanorhinus kirchbergensis                                                                               |
|  | |

|  | †披毛犀 Coelodonta antiquitatis       |
|  |                                       |
|  | †莫克犀 Stephanorhinus kirchbergensis |
|  |                                       |

|  | 印度犀 Rhinoceros unicornis |
|  |                             |
|  | 爪哇犀 Rhinoceros sondaicus |
|  |                             |

|  | 蘇門答臘犀 Dicerorhinus sumatrensis                                                                                 |
|  | |
|  | \| \| †披毛犀 Coelodonta antiquitatis \| \| \| \| \| \| †莫克犀 Stephanorhinus kirchbergensis \| \| \| \| |
|  | |
|  | †披毛犀 Coelodonta antiquitatis                                                                                     |
|  | |
|  | †莫克犀 Stephanorhinus kirchbergensis                                                                               |
|  | |

|  | †披毛犀 Coelodonta antiquitatis       |
|  |                                       |
|  | †莫克犀 Stephanorhinus kirchbergensis |
|  |                                       |

## 現存的犀牛
在犀类的后代中，现仅残存有犀牛科的4属5种，主要分布在亚洲和非洲，其中分布在亚洲的犀牛已经濒临绝种，非洲犀牛因為還有保護措施尚有族群。主要是因為犀牛角在亞洲作為藥材獲利不菲，現行非洲犀牛角主要由養殖者所提供。其實犀牛角是可以再生的，南非養殖者會將犀牛角砍下，等待約一年半後再度收成，而部分盜獵者貪求方便，奇貨可居，會將犀牛直接殺死取角，隨盜獵導致數量減少，例如以印度盜獵情況比較嚴重。
另外因為犀牛角與指甲的生物成分，其實是完全相同的，肉眼無法分辨，需要經過DNA鑒定才能確認，故不容易買到真正的犀牛角，現在商販還懂得以牛羊的蛋白質部位替代來獲利，甚至用相似成分的貓狗爪，人類指甲屑取代都可以，可以透過此法磨成假貨變換充數，但基本上因為是一樣的物質，說是假貨也有些誤導性與偏頗，實際上在現代中醫的觀點認為，牛角與犀牛角的效果是一樣的，都可以視為清熱與解毒的藥方，倒也不構成詐欺與觸犯動物保護法。另外要注意的是，犀牛角的藥用只是偏方謠言，只有安慰作用，已經證實沒有抗癌療效，故有人誤信而花費數百萬台幣巨資購買，導致病情惡化死亡，而且因為家人懷疑是買到假貨檢舉後，經過送相關檢驗機構鑒定，該商鋪真的是使用了取自印度物種的犀牛角，雖然證明業者清白，販賣的不是假貨，但也因為違反保護動物的罪嫌證據確鑿，販賣者還被依法予以逮捕處罰。目前犀牛角的市場中，還有觀賞的用途。

## 特征與習性
現存犀牛的特征是蹄有3短趾，趾尖有寬而鈍的趾甲。除耳尖及耳緣外，犀幾乎其他部份無毛。犀牛多呈灰色或褐色，其中白犀牛的顏色較淡。犀牛視覺差，但嗅覺與聽覺靈敏。犀牛是最原始的哺乳动物之一。犀牛的身体就像一个大盔甲，最长达超过4米，重达6吨。犀牛是有蹄动物，前脚和后脚都有3个趾头。一般来说犀牛都是灰色或棕色，而且大部分犀牛都没有毛发。
犀牛多數生存于開闊的草地，稀樹草原，灌木林或沼澤地，其中蘇門答臘犀牛現代只能在森林深處找到，一般以矮小灌木和草本植物為食物。犀牛用尿與糞堆區分領域範圍。
犀牛多獨居，個體之間很少接觸，只有白犀牛以約10只的數目群居。多數時候都會避開人類，但在交配季節時期的
雄犀牛，或帶領小犀牛的雌犀牛，稍受刺激就會攻擊任何目標，包括人類。其中黑犀牛是犀牛中脾氣比較壞者，會主動攻擊任何陌生的氣味或聲音，黑犀牛跑的速度很快，即使在荊棘中也可達到45公里/小時的速度，在沒有擊中目標時，轉身的速度也很快。

## 種類

### 白犀牛
白犀牛有兩個種類：南白犀（Ceratotherium simum simum）和北白犀（Ceratotherium simum cottoni）。在2007年，南方亞种野生種群數量有17480頭（IUCN2008），其經完全滅絕。而人工飼養的北白犀只餘3隻，僅僅位在肯亞的奧佩傑塔自然保護區（Ol Pejeta Conservancy），其中唯一一隻公白犀蘇丹不僅已經因為年老而不能再繁殖，更於2018年3月19日因骨骼與肌肉退化、身上出現大面積傷口等原因接受安樂死。

### 黑犀牛
黑犀牛原產於非洲東部和中部，包括肯尼亞，坦桑尼亞，喀麥隆，南非，納米比亞，津巴布韋和安哥拉。雖然被稱為黑犀牛，但牠的顏色是褐色及灰色的。黑犀牛8個亞種中，已有3個亞種絕滅，根據2003年的資料顯示，黑犀的數量已有回升，約3,610頭。黑犀的主要威脅是偷獵和棲息地的減少。

### 印度犀牛
印度犀牛分布在整個印度恒河平原範圍以及尼泊爾，但過度的獵殺減少了他們的數量。今天有超過3000隻犀牛生活在野外。2014年，印度阿薩姆邦就發現2,544隻，自2006年以來增長了27％，在20世紀初，阿薩姆邦只有大約200隻犀牛。印度犀牛是犀牛中第二大的，僅次於白犀牛，最重可達4000公斤。1910年，印度禁止狩獵所有犀牛，並設立印度犀牛保護區。

### 爪哇犀牛
爪哇犀牛是世界上最瀕危的大型哺乳動物。根據2002年的估算，只有大約60隻依然存在，只分布在印尼最西端烏戎庫隆國家公園，而越南最後野生個體被槍殺於2010年。爪哇犀牛也是最不為人所知的犀牛物種，牠們主要威脅是因為獵人偷獵它們的角。爪哇犀牛比印度犀牛小，大小接近黑犀。體長包括其頭）的可達2至4米（6.6至13.1英尺），高度可達到1.4-1.7米（4.6-5.8英尺），重量900-2300公斤。

### 蘇門答臘犀牛
蘇門答臘犀牛是最小的現存犀牛物種。它分布在婆羅洲和蘇門答臘高海拔地區。由於棲息地喪失和偷獵，其數量已經下降，數量只剩餘200隻以下。成年的蘇門答臘犀牛肩高大約130厘米，體長約240-315厘米，體重約600-950公斤。蘇門答臘犀牛曾經廣佈於印度、不丹、孟加拉國、緬甸、老撾、泰國、馬來西亞和印度尼西亞的熱帶雨林與沼澤中。在中國，蘇門犀曾經廣佈於華南地區，尤其是在四川。1916年在中國滅絕。現在野外僅存6個種群，其中4個在蘇門答臘，另外兩個分別在婆羅洲與馬來半島，並可能分布緬甸的茂密山林中。縱使蘇門答臘犀牛數量多於爪哇犀牛，但過去15年在野外只捕獲一隻雌性犀牛。

## 威胁

### 药用
犀牛角在中医和蒙医中入药，故有盗猎者以此牟利。现多用水牛角或水牛角浓缩粉加量代之。
对于安宫牛黄丸，水牛角浓缩粉与犀牛角药效无差别。